# Piotr Konwa
Piotr Konwa (né le 15 février 1995 à Zielona Góra) est un coureur cycliste polonais.

## Palmarès sur route
- 2016
  - 2e du championnat de Pologne sur route espoirs
- 2017
  - Prologue de la Carpathian Couriers Race
- 2019
  - 3e du championnat de Pologne de la montagne

### Classements mondiaux
| Année           | 2015   | 2016   | 2017   | 2018   | 2019   |
| --------------- | ------ | ------ | ------ | ------ | ------ |
| UCI Europe Tour | 1 100e | 1 578e | 1 018e | 1 265e | 1 826e |

## Palmarès en VTT

### Championnats de Pologne
- 2012
  -  Champion de Pologne de cross-country juniors
- 2013
  - 2e du championnat de Pologne de cross-country
  - 3e du championnat de Pologne de cross-country juniors

## Palmarès en cyclo-cross
- 2012-2013
  - 2e du championnat de Pologne de cyclo-cross juniors
- 2016-2017
  - 3e du championnat de Pologne de cyclo-cross espoirs